# Cymodocella egregia
Cymodocella egregia is een pissebed uit de familie Sphaeromatidae. De wetenschappelijke naam van de soort is voor het eerst geldig gepubliceerd in 1892 door Charles Chilton.